# Luuk
Luuk è una municipalità di quarta classe delle Filippine, situata nella Provincia di Sulu, nella Regione Autonoma nel Mindanao Musulmano.
Luuk è formata da 12 baranggay:
- Bual
- Guimbaun
- Kan-Bulak
- Kan-Mindus
- Lambago
- Lianutan
- Lingah
- Mananti
- Niog-niog
- Tandu-Bato
- Tubig-Puti (Pob.)
- Tulayan Island